# Irène Josianne Ngouhada
Irène Josianne Ngouhada est une autrice et activiste camerounaise née le 10 septembre 1978 à Edéa au Cameroun. En 2019, elle publie son premier ouvrage Je suis partie pour vivre. Elle est engagée dans l'accompagnement des personnes en situation de migration.   

## Biographie
Irène Josiane Ngouhada est née à Edéa le 10 septembre 1978. Elle est la fille d'André Kikaag et de Suzanne Ayong Alogo. Orpheline de mère à l'âge de 13 ans, elle est élevée par sa tante et bénéficie du soutien de son oncle qui paie ses frais de scolarité. Elle fait ses études secondaires, puis universitaires au Cameroun et obtient une maitrise en droit des affaires de l'Université de Douala.
En 2010, alors âgée 32 ans, elle entreprend de quitter son pays natal, le Cameroun et entame le voyage vers l'Europe en quête d'opportunités et d'une vie meilleure. Seule dans cette aventure qui a durée six années pendant lesquelles elle a affronté diverses épreuves, elle voyage par la route à travers le Nigeria, le Niger, puis l'Algérie où elle s'installe finalement, faute de moyens, afin d'y gagner un peu d'argent pour continuer son voyage jusqu’au Maroc, pour essayer la traversée de la Méditerranée. 
A Alger, elle est vendue par des compatriotes à un Nigérian et elle va découvrir à Oran la réalité des nganda, des bars où les serveuses sont incitées à se prostituer.
Plus tard à Oran, elle fait la rencontre du Père Thierry Becker et découvre l’Église d’Oran, un refuge pour les migrants. Le Père Becker lui propose un travail à la paroisse et elle y travaille pendant plusieurs années dans un projet d’accompagnement des personnes en situation de migration. 
En juin 2016, Irène Josianne Ngouhada quitte l’Algérie où elle réside en situation irrégulière pour le Cameroun pour y demander un visa étudiant afin de poursuivre une formation de master de management humanitaire en France. Elle arrive en France en octobre 2016 et obtient un master de management humanitaire de l'Institut de relations internationales et stratégiques. 
Elle travaille depuis 2018 pour l'association Visages d'Espoir où elle cordonne la prise en charge des mineurs isolés étrangers.
En octobre 2019, elle publie aux éditions Tallandier, le livre Je suis partie pour vivre, coécrit avec la journaliste Anne-Bénédicte Hoffner. Dans son livre, elle présente le récit de son voyage à travers le Nigeria, le Niger puis l’Algérie, et y décrit de l’intérieur la vie des femmes africaines migrantes qui deviennent les proies du business de la migration vers l'Europe. Le livre est préfacé par Jean-Paul Vesco, évêque d’Oran.
En 2021, le documentaire Écrire sa route - Irène Josianne, réalisée par Amalia Escriva retrace sa vie et son parcours,. 

## Ouvrages
- Je suis partie pour vivre, éditions Tallandier, Paris, 2019